# Madonna col Bambino tra i santi Giovanni Evangelista e Nicola di Bari
La Madonna col Bambino tra i santi Giovanni Evangelista e Nicola di Bari è un dipinto ad olio su tela (50,8x70,5 cm) attribuito a Cima da Conegliano, databile 1513-1518 e conservato nella National Gallery di Londra.

## Descrizione
Questo dipinto raffigura a sinistra san Giovanni evangelista con il vangelo in mano, al centro la Madonna col Bambin Gesù che si sporge verso destra. A destra San Nicola di Bari con il bastone pastorale e in mano tre sfere dorate che la tradizione vuole destinate a tre giovani donne che non possono permettersi la dote.